# Andrena cleodora
Andrena cleodora är en biart som först beskrevs av Henry Lorenz Viereck 1904.  Andrena cleodora ingår i släktet sandbin, och familjen grävbin.

## Underarter
Arten delas in i följande underarter:
- A. c. cleodora
- A. c. melanodora